# Quintus Pompeius Rufus
Quintus Pompeius Rufus († assassiné en -88) était un homme politique vers la fin de la République romaine. Il était le cousin éloigné de Cnaeus Pompeius Strabo et le fils ou petit-fils de Quintus Pompeius, consul en -141.

## Biographie
Comme tribun de la plèbe en -100 ou en -99, Rufus essaya vainement de faire revenir d'exil Quintus Caecilius Metellus Numidicus. En -91, il fut préteur urbain.
En même temps que Lucius Cornelius Sylla, beau-père de son fils qui portait le même nom que lui, il devint consul en -88. Il combattit le tribun de la plèbe Publius Sulpicius Rufus qui voulait répartir dans toutes les tribus les nouveaux citoyens italiens et donner à Caius Marius le commandement contre Mithridate. À la suite des troubles provoqués par cette affaire (Sylla et Pompeius Rufus avaient tenté de bloquer toute activité politique pour gagner du temps contre ces mesures), des partisans de Sulpicius tuèrent Pompeius Rufus le jeune.
Après la marche de Sylla sur Rome, Pompeius Rufus le soutint dans ses mesures contre ses adversaires politiques (Marius, entre autres) et reçut le commandement exercé jusque-là par le proconsul Cnaeus Pompeius Strabo. Ses soldats l'assassinèrent (peut-être à l'instigation de Cnaeus Pompeius Strabo) alors qu'il n'avait pas encore terminé son année administrative comme consul.